# Jay Kelly
Jay Kelly è un film del 2025 diretto da Noah Baumbach.

## Trama
La famosa star di Hollywood Jay Kelly, disamoratasi del cinema e della fama, e il suo fedele agente Ron affrontano le rispettive crisi di mezza età durante un tour promozionale in Italia.

## Produzione
Baumbach ha conosciuto la co-sceneggiatrice del film, l'attrice inglese Emily Mortimer, sul set di Rumore bianco (2022), dove lui ne dirigeva i figli Sam e May.
Le riprese sono cominciate nel marzo 2024 a New York e Londra, per poi concludersi nel maggio 2024 in Toscana, tenendosi ad Arezzo (tra cui al Teatro Petrarca), Caorso e in varie località della Val d'Orcia come Pienza e Argiano. Il direttore della fotografia svedese Linus Sandgren, alla sua prima collaborazione con Baumbach, ha girato il film in pellicola 35 mm.

## Promozione
Il trailer del film è stato pubblicato online il 5 agosto 2025.

## Distribuzione
Il film sarà presentato in anteprima il 28 agosto 2025 all'82ª Mostra internazionale d'arte cinematografica di Venezia. Avrà una distribuzione limitata nelle sale cinematografiche statunitensi a partire dal 14 novembre 2025 da parte di Netflix, che lo distribuirà quindi sulla propria piattaforma di streaming dal 5 dicembre seguente in tutti i Paesi in cui il servizio è disponibile.

## Riconoscimenti
- 2025 - Mostra internazionale d'arte cinematografica
  - In concorso per il Leone d'oro